# Matelote
La matelote («marinera» en francés, pronunciado /mat.lɔt/) es un plato de pescado típico de Francia. Consiste en guisar pescado troceado de una o varias clases en vino tinto con cebolla o chalota rehogada. Se hace con pescado de río o de mar, y la receta más conocida es la matelote de anguila. La receta con anguila puede utilizar vino tinto o vino blanco, y los trozos de pescado se marinan en el vino previamente. 
La salsa matelote se elabora con el vino de cocción de la matelote. Se consigue reduciéndolo para concentrar los aromas, y se puede espesar con un roux. Sirve para napar el pescado y la guarnición. La salsa incorpora a menudo champiñones.

## Variantes
Algunas otras recetas regionales utilizan vino blanco, y en Normandía el pescado se guisa en sidra (brut, no dulce). La receta original varía en función del tipo de pescado y bebida disponible en la región. En algunas recetas actuales se echan mejillones, hasta gambas, pero el sabor fuerte de los mariscos desvirtúa el sabor delicado del pescado, propio de la matelote.